# Punctomosea
Punctomosea is een geslacht van uitgestorven kreeftachtigen uit de klasse van de Ostracoda (mosselkreeftjes).

## Soorten
- Punctomosea borealis Copeland, 1974 †
- Punctomosea cristata (Swartz & Oriel, 1948) Stover, 1956 †
- Punctomosea curta Abushik & Trandafilova, 1977 †
- Punctomosea lawrencensis Copeland, 1974 †
- Punctomosea perplexa Lundin & Newton, 1970 †
- Punctomosea polaris (Guerich, 1896) Weyant, 1976 †
- Punctomosea weyanti Becker, 1971 †